# Liste des planètes mineures non numérotées découvertes en janvier 2020
Pour un article plus général, voir Liste des planètes mineures non numérotées découvertes en 2020.
Pour un article plus général, voir Liste des planètes mineures.
Cet article dresse la liste des planètes mineures (astéroïdes, centaures, objets transneptuniens et assimilés) non numérotées découvertes en janvier 2020 dans l'ordre de leur découverte.
Au 15 janvier 2025, 661 077 des 1 434 993 planètes mineures répertoriées par le Centre des planètes mineures ne sont pas encore numérotées, soit 46,07 %.

## Rappel concernant la désignation provisoire
La désignation provisoire indique l'ordre de découverte de ces objets. En effet, cette désignation est composée de l'année de découverte (par exemple 2020) suivie de la quinzaine (demi-mois) de découverte (p.e. A = 1-15 janvier) puis de l'ordre de découverte dans cette quinzaine. Cet ordre est indiqué par une lettre et éventuellement un chiffre comme suit : A pour la première découverte, B pour la deuxième, ..., Z pour la 25e (le I n'est pas utilisé pour éviter la confusion avec 1), A1 pour la 26e, B1 pour la 27e, etc. , Z1 pour la 50e, A2 pour la 51e, B2 pour la 52e, etc. L'ordre de la numérotation ne suit donc pas l'ordre alphanumérique. 2020 AA1 suit ainsi 2020 AZ et précède 2020 AB1.

## Liste

### Du1erau 15 janvier 2020
- 2020 AA
- 2020 AB
- 2020 AC
- 2020 AD
- 2020 AE
- 2020 AF
- 2020 AG
- 2020 AH
- 2020 AJ
- 2020 AK
- 2020 AL
- 2020 AM
- 2020 AN
- 2020 AO
- 2020 AP
- 2020 AQ
- 2020 AS
- 2020 AT
- 2020 AU
- 2020 AV
- 2020 AW
- 2020 AX
- 2020 AZ
- A/2020 A1
- 2020 AA1
- 2020 AB1
- 2020 AC1
- 2020 AD1
- 2020 AE1
- 2020 AF1
- 2020 AG1
- 2020 AH1
- 2020 AJ1
- 2020 AK1
- 2020 AL1
- 2020 AM1
- 2020 AN1
- 2020 AO1
- 2020 AP1
- 2020 AQ1
- 2020 AR1
- 2020 AS1
- 2020 AT1
- 2020 AU1
- 2020 AV1
- 2020 AW1
- 2020 AX1
- 2020 AY1
- 2020 AZ1
- 2020 AA2
- 2020 AB2
- 2020 AC2
- 2020 AE2
- 2020 AF2
- 2020 AH2
- 2020 AJ2
- 2020 AK2
- 2020 AL2
- 2020 AM2
- 2020 AN2
- 2020 AO2
- 2020 AP2
- 2020 AQ2
- 2020 AR2
- 2020 AS2
- 2020 AT2
- 2020 AU2
- 2020 AW2
- 2020 AX2
- 2020 AY2
- 2020 AZ2
- 2020 AA3
- 2020 AB3
- 2020 AC3
- 2020 AE3
- 2020 AF3
- 2020 AH3
- 2020 AJ3
- 2020 AK3
- 2020 AL3
- 2020 AM3
- 2020 AN3
- 2020 AO3
- 2020 AP3
- 2020 AQ3
- 2020 AR3
- 2020 AS3
- 2020 AT3
- 2020 AU3
- 2020 AV3
- 2020 AY3
- 2020 AA4
- 2020 AB4
- 2020 AF4
- 2020 AG4
- 2020 AM4
- 2020 AT4
- 2020 AU4
- 2020 AV4
- 2020 AW4
- 2020 AZ4
- 2020 AB5
- 2020 AG5
- 2020 AJ5
- 2020 AL5
- 2020 AM5
- 2020 AP5
- 2020 AQ5
- 2020 AR5
- 2020 AS5
- 2020 AT5
- 2020 AU5
- 2020 AV5
- 2020 AZ5
- 2020 AA6
- 2020 AB6
- 2020 AE6
- 2020 AF6
- 2020 AG6
- 2020 AJ6
- 2020 AK6
- 2020 AL6
- 2020 AN6
- 2020 AS6
- 2020 AT6
- 2020 AU6
- 2020 AW6
- 2020 AX6
- 2020 AY6
- 2020 AZ6
- 2020 AA7
- 2020 AB7
- 2020 AC7
- 2020 AD7
- 2020 AE7
- 2020 AF7
- 2020 AG7
- 2020 AH7
- 2020 AJ7
- 2020 AK7
- 2020 AL7
- 2020 AM7
- 2020 AN7
- 2020 AO7
- 2020 AP7
- 2020 AQ7
- 2020 AR7
- 2020 AS7
- 2020 AU7
- 2020 AV7
- 2020 AW7
- 2020 AX7
- 2020 AY7
- 2020 AZ7
- 2020 AA8
- 2020 AB8
- 2020 AC8
- 2020 AD8
- 2020 AE8
- 2020 AF8
- 2020 AG8
- 2020 AH8
- 2020 AJ8
- 2020 AK8
- 2020 AL8
- 2020 AM8
- 2020 AN8
- 2020 AP8
- 2020 AQ8
- 2020 AR8
- 2020 AS8
- 2020 AT8
- 2020 AU8
- 2020 AV8
- 2020 AX8
- 2020 AY8
- 2020 AZ8
- 2020 AB9
- 2020 AC9
- 2020 AD9
- 2020 AE9
- 2020 AF9
- 2020 AG9
- 2020 AH9
- 2020 AJ9
- 2020 AL9
- 2020 AM9
- 2020 AO9
- 2020 AP9
- 2020 AQ9
- 2020 AR9
- 2020 AS9
- 2020 AT9
- 2020 AU9
- 2020 AV9
- 2020 AW9
- 2020 AX9
- 2020 AY9
- 2020 AZ9
- 2020 AA10
- 2020 AB10
- 2020 AC10
- 2020 AD10
- 2020 AE10
- 2020 AG10
- 2020 AH10
- 2020 AJ10
- 2020 AK10
- 2020 AL10
- 2020 AM10
- 2020 AN10
- 2020 AO10
- 2020 AP10
- 2020 AQ10
- 2020 AR10
- 2020 AS10
- 2020 AT10
- 2020 AW10
- 2020 AX10
- 2020 AY10
- 2020 AZ10
- 2020 AA11
- 2020 AC11
- 2020 AE11
- 2020 AF11
- 2020 AG11
- 2020 AH11
- 2020 AJ11
- 2020 AK11
- 2020 AL11
- 2020 AM11
- 2020 AN11
- 2020 AO11
- 2020 AP11
- 2020 AQ11
- 2020 AR11
- 2020 AS11
- 2020 AT11
- 2020 AU11
- 2020 AV11
- 2020 AW11
- 2020 AA12
- 2020 AB12
- 2020 AC12
- 2020 AD12
- 2020 AF12
- 2020 AG12
- 2020 AH12
- 2020 AL12
- 2020 AM12
- 2020 AN12
- 2020 AO12
- 2020 AP12
- 2020 AR12
- 2020 AS12
- 2020 AT12
- 2020 AU12
- 2020 AV12
- 2020 AW12
- 2020 AX12
- 2020 AY12
- 2020 AZ12
- 2020 AA13
- 2020 AB13
- 2020 AC13
- 2020 AD13
- 2020 AE13
- 2020 AF13
- 2020 AG13
- 2020 AH13
- 2020 AJ13
- 2020 AK13
- 2020 AL13
- 2020 AM13
- 2020 AN13
- 2020 AO13
- 2020 AP13
- 2020 AQ13
- 2020 AR13
- 2020 AT13
- 2020 AU13
- 2020 AV13
- 2020 AW13
- 2020 AX13
- 2020 AY13
- 2020 AZ13
- 2020 AA14
- 2020 AB14
- 2020 AC14
- 2020 AD14
- 2020 AE14
- 2020 AF14
- 2020 AG14
- 2020 AH14
- 2020 AJ14
- 2020 AK14
- 2020 AL14
- 2020 AM14
- 2020 AN14
- 2020 AO14
- 2020 AP14
- 2020 AQ14
- 2020 AR14
- 2020 AS14
- 2020 AT14
- 2020 AV14
- 2020 AW14
- 2020 AX14
- 2020 AY14
- 2020 AZ14
- 2020 AA15
- 2020 AB15
- 2020 AC15
- 2020 AD15
- 2020 AF15
- 2020 AG15
- 2020 AH15
- 2020 AJ15
- 2020 AK15
- 2020 AL15
- 2020 AM15
- 2020 AN15
- 2020 AO15
- 2020 AP15
- 2020 AQ15
- 2020 AR15
- 2020 AS15
- 2020 AT15
- 2020 AU15
- 2020 AV15
- 2020 AW15
- 2020 AX15
- 2020 AY15
- 2020 AZ15
- 2020 AA16
- 2020 AB16
- 2020 AC16
- 2020 AD16
- 2020 AE16
- 2020 AF16
- 2020 AG16
- 2020 AH16
- 2020 AJ16
- 2020 AK16
- 2020 AL16
- 2020 AM16
- 2020 AN16
- 2020 AO16
- 2020 AP16
- 2020 AQ16
- 2020 AR16
- 2020 AS16
- 2020 AU16
- 2020 AV16
- 2020 AW16
- 2020 AX16
- 2020 AY16
- 2020 AZ16
- 2020 AA17
- 2020 AB17
- 2020 AC17
- 2020 AD17
- 2020 AE17
- 2020 AF17
- 2020 AG17
- 2020 AH17
- 2020 AJ17
- 2020 AK17
- 2020 AL17
- 2020 AM17
- 2020 AN17
- 2020 AO17
- 2020 AQ17
- 2020 AR17
- 2020 AS17
- 2020 AT17
- 2020 AU17
- 2020 AV17
- 2020 AW17
- 2020 AX17
- 2020 AY17
- 2020 AZ17
- 2020 AA18
- 2020 AB18
- 2020 AC18
- 2020 AD18
- 2020 AE18
- 2020 AF18
- 2020 AG18
- 2020 AJ18
- 2020 AK18
- 2020 AL18
- 2020 AM18
- 2020 AN18
- 2020 AO18
- 2020 AP18
- 2020 AQ18
- 2020 AR18
- 2020 AS18
- 2020 AT18
- 2020 AU18
- 2020 AV18
- 2020 AW18
- 2020 AX18
- 2020 AY18
- 2020 AZ18
- 2020 AA19
- 2020 AB19
- 2020 AD19
- 2020 AE19
- 2020 AF19
- 2020 AG19
- 2020 AH19
- 2020 AJ19
- 2020 AK19
- 2020 AM19
- 2020 AN19
- 2020 AO19
- 2020 AQ19
- 2020 AR19
- 2020 AT19
- 2020 AU19
- 2020 AV19
- 2020 AW19
- 2020 AX19
- 2020 AY19
- 2020 AZ19
- 2020 AA20
- 2020 AB20
- 2020 AC20
- 2020 AD20
- 2020 AE20
- 2020 AF20
- 2020 AH20
- 2020 AJ20
- 2020 AK20
- 2020 AL20
- 2020 AM20
- 2020 AN20
- 2020 AQ20
- 2020 AR20
- 2020 AS20
- 2020 AT20
- 2020 AU20
- 2020 AV20
- 2020 AX20
- 2020 AY20
- 2020 AZ20
- 2020 AA21
- 2020 AB21
- 2020 AC21
- 2020 AD21
- 2020 AH21
- 2020 AO21
- 2020 AR21
- 2020 AS21
- 2020 AU21
- 2020 AV21
- 2020 AW21
- 2020 AX21
- 2020 AY21
- 2020 AA22
- 2020 AB22
- 2020 AD22
- 2020 AE22
- 2020 AF22
- 2020 AG22
- 2020 AH22
- 2020 AJ22
- 2020 AK22
- 2020 AM22
- 2020 AN22
- 2020 AO22
- 2020 AP22
- 2020 AQ22
- 2020 AR22
- 2020 AT22
- 2020 AU22
- 2020 AV22
- 2020 AW22
- 2020 AZ22
- 2020 AA23
- 2020 AB23
- 2020 AD23
- 2020 AF23
- 2020 AG23
- 2020 AH23
- 2020 AJ23
- 2020 AK23
- 2020 AL23
- 2020 AM23
- 2020 AO23
- 2020 AP23
- 2020 AQ23
- 2020 AR23
- 2020 AS23
- 2020 AT23
- 2020 AU23
- 2020 AW23
- 2020 AY23
- 2020 AA24
- 2020 AB24
- 2020 AC24
- 2020 AD24
- 2020 AE24
- 2020 AF24
- 2020 AJ24
- 2020 AK24
- 2020 AL24
- 2020 AM24
- 2020 AO24
- 2020 AP24
- 2020 AQ24
- 2020 AS24
- 2020 AV24
- 2020 AW24
- 2020 AX24
- 2020 AY24
- 2020 AZ24
- 2020 AA25
- 2020 AB25
- 2020 AC25
- 2020 AD25
- 2020 AE25
- 2020 AF25
- 2020 AG25
- 2020 AH25
- 2020 AJ25
- 2020 AK25
- 2020 AL25
- 2020 AM25
- 2020 AN25
- 2020 AO25
- 2020 AP25
- 2020 AQ25
- 2020 AS25
- 2020 AT25
- 2020 AU25
- 2020 AV25
- 2020 AW25
- 2020 AX25
- 2020 AY25
- 2020 AZ25
- 2020 AA26
- 2020 AB26
- 2020 AC26
- 2020 AD26
- 2020 AE26
- 2020 AF26
- 2020 AG26
- 2020 AH26
- 2020 AJ26
- 2020 AK26
- 2020 AL26
- 2020 AM26
- 2020 AN26
- 2020 AO26
- 2020 AP26
- 2020 AQ26
- 2020 AS26
- 2020 AT26
- 2020 AU26
- 2020 AV26
- 2020 AW26
- 2020 AY26
- 2020 AZ26
- 2020 AA27
- 2020 AB27
- 2020 AC27
- 2020 AD27
- 2020 AE27
- 2020 AF27
- 2020 AG27
- 2020 AH27
- 2020 AJ27
- 2020 AK27
- 2020 AL27
- 2020 AM27
- 2020 AN27
- 2020 AP27
- 2020 AQ27
- 2020 AR27
- 2020 AS27
- 2020 AT27
- 2020 AU27
- 2020 AV27
- 2020 AW27
- 2020 AX27
- 2020 AY27
- 2020 AZ27
- 2020 AA28
- 2020 AB28
- 2020 AC28
- 2020 AD28
- 2020 AE28
- 2020 AF28
- 2020 AG28
- 2020 AJ28
- 2020 AK28
- 2020 AL28
- 2020 AM28
- 2020 AN28
- 2020 AP28
- 2020 AQ28
- 2020 AR28
- 2020 AS28
- 2020 AT28
- 2020 AU28
- 2020 AV28
- 2020 AW28
- 2020 AX28
- 2020 AY28
- 2020 AZ28
- 2020 AA29
- 2020 AB29
- 2020 AC29
- 2020 AD29
- 2020 AE29
- 2020 AF29
- 2020 AG29
- 2020 AH29
- 2020 AJ29
- 2020 AK29
- 2020 AL29
- 2020 AM29
- 2020 AN29
- 2020 AO29
- 2020 AP29
- 2020 AQ29
- 2020 AR29
- 2020 AS29
- 2020 AT29
- 2020 AU29
- 2020 AV29
- 2020 AW29
- 2020 AX29
- 2020 AY29
- 2020 AZ29
- 2020 AA30
- 2020 AB30
- 2020 AC30
- 2020 AD30
- 2020 AE30
- 2020 AF30
- 2020 AG30
- 2020 AH30
- 2020 AJ30
- 2020 AK30
- 2020 AL30
- 2020 AM30
- 2020 AN30
- 2020 AO30
- 2020 AP30
- 2020 AS30
- 2020 AT30
- 2020 AU30
- 2020 AV30
- 2020 AW30
- 2020 AX30
- 2020 AY30
- 2020 AZ30
- 2020 AA31
- 2020 AB31
- 2020 AC31
- 2020 AD31
- 2020 AE31
- 2020 AF31
- 2020 AH31
- 2020 AJ31
- 2020 AK31
- 2020 AL31
- 2020 AM31
- 2020 AN31
- 2020 AO31
- 2020 AP31
- 2020 AQ31
- 2020 AR31
- 2020 AS31
- 2020 AU31
- 2020 AV31
- 2020 AW31
- 2020 AX31
- 2020 AY31
- 2020 AZ31
- 2020 AA32
- 2020 AB32
- 2020 AC32
- 2020 AD32
- 2020 AE32
- 2020 AF32
- 2020 AG32
- 2020 AH32
- 2020 AJ32
- 2020 AK32
- 2020 AL32
- 2020 AM32

### Du 16 au 31 janvier 2020
- 2020 BB
- 2020 BC
- 2020 BD
- 2020 BE
- 2020 BF
- 2020 BG
- 2020 BH
- 2020 BJ
- 2020 BK
- 2020 BL
- 2020 BM
- 2020 BN
- 2020 BO
- 2020 BP
- 2020 BQ
- 2020 BR
- 2020 BS
- 2020 BT
- 2020 BU
- 2020 BV
- 2020 BW
- 2020 BX
- 2020 BY
- 2020 BZ
- A/2020 B1
- 2020 BA1
- 2020 BB1
- 2020 BC1
- 2020 BD1
- 2020 BE1
- 2020 BF1
- 2020 BG1
- 2020 BH1
- 2020 BJ1
- 2020 BK1
- 2020 BL1
- 2020 BM1
- 2020 BN1
- 2020 BO1
- 2020 BP1
- 2020 BQ1
- 2020 BR1
- 2020 BS1
- 2020 BT1
- 2020 BU1
- 2020 BV1
- 2020 BW1
- 2020 BX1
- 2020 BY1
- 2020 BZ1
- 2020 BB2
- 2020 BC2
- 2020 BD2
- 2020 BE2
- 2020 BF2
- 2020 BH2
- 2020 BJ2
- 2020 BK2
- 2020 BL2
- 2020 BM2
- 2020 BN2
- 2020 BO2
- 2020 BP2
- 2020 BQ2
- 2020 BR2
- 2020 BS2
- 2020 BT2
- 2020 BU2
- 2020 BV2
- 2020 BW2
- 2020 BX2
- 2020 BY2
- 2020 BB3
- 2020 BC3
- 2020 BE3
- 2020 BF3
- 2020 BG3
- 2020 BH3
- 2020 BJ3
- 2020 BK3
- 2020 BL3
- 2020 BN3
- 2020 BO3
- 2020 BP3
- 2020 BQ3
- 2020 BR3
- 2020 BS3
- 2020 BT3
- 2020 BU3
- 2020 BV3
- 2020 BW3
- 2020 BX3
- 2020 BY3
- 2020 BZ3
- 2020 BB4
- 2020 BC4
- 2020 BD4
- 2020 BE4
- 2020 BF4
- 2020 BG4
- 2020 BH4
- 2020 BJ4
- 2020 BK4
- 2020 BL4
- 2020 BO4
- 2020 BP4
- 2020 BQ4
- 2020 BR4
- 2020 BS4
- 2020 BT4
- 2020 BU4
- 2020 BV4
- 2020 BW4
- 2020 BX4
- 2020 BY4
- 2020 BZ4
- 2020 BA5
- 2020 BB5
- 2020 BC5
- 2020 BD5
- 2020 BE5
- 2020 BF5
- 2020 BG5
- 2020 BH5
- 2020 BJ5
- 2020 BK5
- 2020 BL5
- 2020 BM5
- 2020 BN5
- 2020 BO5
- 2020 BP5
- 2020 BQ5
- 2020 BR5
- 2020 BS5
- 2020 BT5
- 2020 BU5
- 2020 BV5
- 2020 BW5
- 2020 BX5
- 2020 BY5
- 2020 BZ5
- 2020 BA6
- 2020 BB6
- 2020 BC6
- 2020 BD6
- 2020 BF6
- 2020 BG6
- 2020 BH6
- 2020 BJ6
- 2020 BK6
- 2020 BL6
- 2020 BM6
- 2020 BN6
- 2020 BO6
- 2020 BP6
- 2020 BQ6
- 2020 BR6
- 2020 BS6
- 2020 BT6
- 2020 BU6
- 2020 BV6
- 2020 BW6
- 2020 BX6
- 2020 BY6
- 2020 BZ6
- 2020 BA7
- 2020 BB7
- 2020 BC7
- 2020 BD7
- 2020 BE7
- 2020 BG7
- 2020 BH7
- 2020 BJ7
- 2020 BK7
- 2020 BL7
- 2020 BM7
- 2020 BN7
- 2020 BO7
- 2020 BP7
- 2020 BQ7
- 2020 BS7
- 2020 BT7
- 2020 BU7
- 2020 BV7
- 2020 BW7
- 2020 BX7
- 2020 BY7
- 2020 BZ7
- 2020 BA8
- 2020 BB8
- 2020 BC8
- 2020 BD8
- 2020 BE8
- 2020 BF8
- 2020 BG8
- 2020 BH8
- 2020 BJ8
- 2020 BK8
- 2020 BL8
- 2020 BM8
- 2020 BN8
- 2020 BO8
- 2020 BP8
- 2020 BQ8
- 2020 BR8
- 2020 BS8
- 2020 BT8
- 2020 BU8
- 2020 BV8
- 2020 BW8
- 2020 BX8
- 2020 BY8
- 2020 BZ8
- 2020 BB9
- 2020 BC9
- 2020 BD9
- 2020 BE9
- 2020 BF9
- 2020 BG9
- 2020 BH9
- 2020 BJ9
- 2020 BK9
- 2020 BL9
- 2020 BM9
- 2020 BN9
- 2020 BO9
- 2020 BP9
- 2020 BQ9
- 2020 BR9
- 2020 BS9
- 2020 BT9
- 2020 BU9
- 2020 BV9
- 2020 BW9
- 2020 BX9
- 2020 BY9
- 2020 BZ9
- 2020 BA10
- 2020 BB10
- 2020 BC10
- 2020 BD10
- 2020 BE10
- 2020 BF10
- 2020 BG10
- 2020 BH10
- 2020 BJ10
- 2020 BK10
- 2020 BL10
- 2020 BM10
- 2020 BN10
- 2020 BO10
- 2020 BP10
- 2020 BQ10
- 2020 BR10
- 2020 BS10
- 2020 BU10
- 2020 BV10
- 2020 BW10
- 2020 BX10
- 2020 BY10
- 2020 BZ10
- 2020 BA11
- 2020 BB11
- 2020 BC11
- 2020 BD11
- 2020 BE11
- 2020 BF11
- 2020 BG11
- 2020 BH11
- 2020 BJ11
- 2020 BK11
- 2020 BL11
- 2020 BM11
- 2020 BN11
- 2020 BO11
- 2020 BP11
- 2020 BQ11
- 2020 BR11
- 2020 BS11
- 2020 BU11
- 2020 BY11
- 2020 BZ11
- 2020 BA12
- 2020 BB12
- 2020 BD12
- 2020 BE12
- 2020 BF12
- 2020 BG12
- 2020 BH12
- 2020 BJ12
- 2020 BK12
- 2020 BM12
- 2020 BN12
- 2020 BO12
- 2020 BP12
- 2020 BQ12
- 2020 BT12
- 2020 BU12
- 2020 BW12
- 2020 BY12
- 2020 BZ12
- 2020 BA13
- 2020 BB13
- 2020 BC13
- 2020 BD13
- 2020 BE13
- 2020 BF13
- 2020 BG13
- 2020 BH13
- 2020 BJ13
- 2020 BK13
- 2020 BL13
- 2020 BM13
- 2020 BN13
- 2020 BO13
- 2020 BQ13
- 2020 BR13
- 2020 BT13
- 2020 BU13
- 2020 BV13
- 2020 BW13
- 2020 BX13
- 2020 BY13
- 2020 BZ13
- 2020 BA14
- 2020 BB14
- 2020 BC14
- 2020 BD14
- 2020 BE14
- 2020 BF14
- 2020 BH14
- 2020 BJ14
- 2020 BK14
- 2020 BL14
- 2020 BM14
- 2020 BN14
- 2020 BO14
- 2020 BP14
- 2020 BQ14
- 2020 BS14
- 2020 BT14
- 2020 BU14
- 2020 BV14
- 2020 BW14
- 2020 BX14
- 2020 BY14
- 2020 BZ14
- 2020 BA15
- 2020 BB15
- 2020 BC15
- 2020 BD15
- 2020 BF15
- 2020 BG15
- 2020 BH15
- 2020 BJ15
- 2020 BK15
- 2020 BL15
- 2020 BM15
- 2020 BN15
- 2020 BO15
- 2020 BP15
- 2020 BQ15
- 2020 BR15
- 2020 BT15
- 2020 BU15
- 2020 BV15
- 2020 BX15
- 2020 BY15
- 2020 BA16
- 2020 BB16
- 2020 BC16
- 2020 BF16
- 2020 BG16
- 2020 BH16
- 2020 BJ16
- 2020 BK16
- 2020 BL16
- 2020 BM16
- 2020 BQ16
- 2020 BR16
- 2020 BU16
- 2020 BV16
- 2020 BB17
- 2020 BC17
- 2020 BH17
- 2020 BJ17
- 2020 BO17
- 2020 BT17
- 2020 BX17
- 2020 BY17
- 2020 BA18
- 2020 BB18
- 2020 BD18
- 2020 BG18
- 2020 BH18
- 2020 BJ18
- 2020 BL18
- 2020 BM18
- 2020 BN18
- 2020 BP18
- 2020 BQ18
- 2020 BV18
- 2020 BX18
- 2020 BA19
- 2020 BB19
- 2020 BC19
- 2020 BD19
- 2020 BE19
- 2020 BF19
- 2020 BG19
- 2020 BH19
- 2020 BJ19
- 2020 BK19
- 2020 BL19
- 2020 BM19
- 2020 BN19
- 2020 BQ19
- 2020 BR19
- 2020 BU19
- 2020 BV19
- 2020 BX19
- 2020 BZ19
- 2020 BA20
- 2020 BB20
- 2020 BC20
- 2020 BD20
- 2020 BF20
- 2020 BH20
- 2020 BJ20
- 2020 BK20
- 2020 BL20
- 2020 BM20
- 2020 BN20
- 2020 BO20
- 2020 BP20
- 2020 BR20
- 2020 BS20
- 2020 BT20
- 2020 BU20
- 2020 BY20
- 2020 BZ20
- 2020 BA21
- 2020 BB21
- 2020 BC21
- 2020 BE21
- 2020 BF21
- 2020 BG21
- 2020 BJ21
- 2020 BK21
- 2020 BO21
- 2020 BP21
- 2020 BR21
- 2020 BU21
- 2020 BZ21
- 2020 BB22
- 2020 BC22
- 2020 BD22
- 2020 BF22
- 2020 BH22
- 2020 BJ22
- 2020 BK22
- 2020 BN22
- 2020 BO22
- 2020 BQ22
- 2020 BR22
- 2020 BS22
- 2020 BU22
- 2020 BV22
- 2020 BW22
- 2020 BX22
- 2020 BY22
- 2020 BZ22
- 2020 BB23
- 2020 BD23
- 2020 BE23
- 2020 BG23
- 2020 BH23
- 2020 BJ23
- 2020 BK23
- 2020 BL23
- 2020 BM23
- 2020 BO23
- 2020 BQ23
- 2020 BR23
- 2020 BS23
- 2020 BT23
- 2020 BU23
- 2020 BV23
- 2020 BW23
- 2020 BX23
- 2020 BY23
- 2020 BA24
- 2020 BB24
- 2020 BC24
- 2020 BE24
- 2020 BF24
- 2020 BH24
- 2020 BJ24
- 2020 BK24
- 2020 BL24
- 2020 BN24
- 2020 BO24
- 2020 BQ24
- 2020 BR24
- 2020 BU24
- 2020 BV24
- 2020 BW24
- 2020 BX24
- 2020 BY24
- 2020 BZ24
- 2020 BA25
- 2020 BB25
- 2020 BC25
- 2020 BE25
- 2020 BF25
- 2020 BG25
- 2020 BH25
- 2020 BJ25
- 2020 BL25
- 2020 BN25
- 2020 BO25
- 2020 BP25
- 2020 BQ25
- 2020 BR25
- 2020 BS25
- 2020 BU25
- 2020 BV25
- 2020 BW25
- 2020 BX25
- 2020 BY25
- 2020 BZ25
- 2020 BA26
- 2020 BB26
- 2020 BC26
- 2020 BD26
- 2020 BE26
- 2020 BF26
- 2020 BG26
- 2020 BH26
- 2020 BJ26
- 2020 BK26
- 2020 BL26
- 2020 BN26
- 2020 BO26
- 2020 BQ26
- 2020 BR26
- 2020 BT26
- 2020 BU26
- 2020 BV26
- 2020 BW26
- 2020 BX26
- 2020 BY26
- 2020 BZ26
- 2020 BA27
- 2020 BB27
- 2020 BC27
- 2020 BD27
- 2020 BF27
- 2020 BG27
- 2020 BH27
- 2020 BJ27
- 2020 BK27
- 2020 BL27
- 2020 BM27
- 2020 BN27
- 2020 BO27
- 2020 BS27
- 2020 BU27
- 2020 BV27
- 2020 BW27
- 2020 BY27
- 2020 BZ27
- 2020 BA28
- 2020 BB28
- 2020 BC28
- 2020 BD28
- 2020 BE28
- 2020 BF28
- 2020 BG28
- 2020 BJ28
- 2020 BK28
- 2020 BL28
- 2020 BM28
- 2020 BN28
- 2020 BO28
- 2020 BP28
- 2020 BQ28
- 2020 BR28
- 2020 BS28
- 2020 BT28
- 2020 BU28
- 2020 BV28
- 2020 BW28
- 2020 BX28
- 2020 BA29
- 2020 BB29
- 2020 BC29
- 2020 BD29
- 2020 BE29
- 2020 BF29
- 2020 BH29
- 2020 BJ29
- 2020 BK29
- 2020 BL29
- 2020 BM29
- 2020 BP29
- 2020 BQ29
- 2020 BT29
- 2020 BU29
- 2020 BV29
- 2020 BW29
- 2020 BX29
- 2020 BY29
- 2020 BZ29
- 2020 BA30
- 2020 BB30
- 2020 BC30
- 2020 BD30
- 2020 BF30
- 2020 BH30
- 2020 BJ30
- 2020 BK30
- 2020 BL30
- 2020 BM30
- 2020 BN30
- 2020 BP30
- 2020 BQ30
- 2020 BR30
- 2020 BT30
- 2020 BV30
- 2020 BW30
- 2020 BY30
- 2020 BA31
- 2020 BC31
- 2020 BD31
- 2020 BE31
- 2020 BF31
- 2020 BG31
- 2020 BH31
- 2020 BJ31
- 2020 BL31
- 2020 BN31
- 2020 BO31
- 2020 BP31
- 2020 BQ31
- 2020 BR31
- 2020 BS31
- 2020 BT31
- 2020 BU31
- 2020 BV31
- 2020 BW31
- 2020 BX31
- 2020 BY31
- 2020 BZ31
- 2020 BA32
- 2020 BB32
- 2020 BD32
- 2020 BE32
- 2020 BF32
- 2020 BG32
- 2020 BJ32
- 2020 BK32
- 2020 BL32
- 2020 BM32
- 2020 BN32
- 2020 BP32
- 2020 BR32
- 2020 BS32
- 2020 BT32
- 2020 BU32
- 2020 BV32
- 2020 BW32
- 2020 BX32
- 2020 BY32
- 2020 BA33
- 2020 BB33
- 2020 BC33
- 2020 BD33
- 2020 BE33
- 2020 BF33
- 2020 BG33
- 2020 BH33
- 2020 BJ33
- 2020 BK33
- 2020 BL33
- 2020 BM33
- 2020 BN33
- 2020 BO33
- 2020 BP33
- 2020 BQ33
- 2020 BR33
- 2020 BS33
- 2020 BT33
- 2020 BU33
- 2020 BV33
- 2020 BW33
- 2020 BX33
- 2020 BY33
- 2020 BZ33
- 2020 BA34
- 2020 BB34
- 2020 BD34
- 2020 BE34
- 2020 BF34
- 2020 BG34
- 2020 BH34
- 2020 BJ34
- 2020 BK34
- 2020 BL34
- 2020 BM34
- 2020 BN34
- 2020 BO34
- 2020 BP34
- 2020 BQ34
- 2020 BR34
- 2020 BS34
- 2020 BT34
- 2020 BU34
- 2020 BV34
- 2020 BW34
- 2020 BX34
- 2020 BY34
- 2020 BZ34
- 2020 BB35
- 2020 BC35
- 2020 BD35
- 2020 BE35
- 2020 BF35
- 2020 BG35
- 2020 BH35
- 2020 BJ35
- 2020 BK35
- 2020 BM35
- 2020 BN35
- 2020 BO35
- 2020 BP35
- 2020 BQ35
- 2020 BS35
- 2020 BT35
- 2020 BU35
- 2020 BV35
- 2020 BW35
- 2020 BX35
- 2020 BY35
- 2020 BZ35
- 2020 BB36
- 2020 BC36
- 2020 BD36
- 2020 BE36
- 2020 BF36
- 2020 BH36
- 2020 BJ36
- 2020 BK36
- 2020 BL36
- 2020 BM36
- 2020 BN36
- 2020 BO36
- 2020 BP36
- 2020 BQ36
- 2020 BR36
- 2020 BS36
- 2020 BT36
- 2020 BU36
- 2020 BV36
- 2020 BW36
- 2020 BX36
- 2020 BY36
- 2020 BZ36
- 2020 BA37
- 2020 BB37
- 2020 BC37
- 2020 BD37
- 2020 BE37
- 2020 BF37
- 2020 BG37
- 2020 BH37
- 2020 BJ37
- 2020 BL37
- 2020 BM37
- 2020 BN37
- 2020 BO37
- 2020 BP37
- 2020 BQ37
- 2020 BR37
- 2020 BS37
- 2020 BT37
- 2020 BU37
- 2020 BV37
- 2020 BW37
- 2020 BX37
- 2020 BZ37
- 2020 BA38
- 2020 BB38
- 2020 BG38
- 2020 BH38
- 2020 BJ38
- 2020 BK38
- 2020 BL38
- 2020 BM38
- 2020 BN38
- 2020 BO38
- 2020 BP38
- 2020 BQ38
- 2020 BR38
- 2020 BS38
- 2020 BV38
- 2020 BX38
- 2020 BY38
- 2020 BZ38
- 2020 BB39
- 2020 BC39
- 2020 BD39
- 2020 BE39
- 2020 BF39
- 2020 BG39
- 2020 BH39
- 2020 BJ39
- 2020 BM39
- 2020 BN39
- 2020 BO39
- 2020 BP39
- 2020 BQ39
- 2020 BR39
- 2020 BS39
- 2020 BT39
- 2020 BU39
- 2020 BV39
- 2020 BW39
- 2020 BX39
- 2020 BY39
- 2020 BZ39
- 2020 BA40
- 2020 BB40
- 2020 BC40
- 2020 BD40
- 2020 BE40
- 2020 BF40
- 2020 BG40
- 2020 BJ40
- 2020 BK40
- 2020 BL40
- 2020 BM40
- 2020 BN40
- 2020 BO40
- 2020 BP40
- 2020 BQ40
- 2020 BR40
- 2020 BS40
- 2020 BT40
- 2020 BU40
- 2020 BV40
- 2020 BW40
- 2020 BX40
- 2020 BY40
- 2020 BZ40
- 2020 BA41
- 2020 BB41
- 2020 BD41
- 2020 BE41
- 2020 BF41
- 2020 BG41
- 2020 BJ41
- 2020 BK41
- 2020 BL41
- 2020 BM41
- 2020 BN41
- 2020 BO41
- 2020 BP41
- 2020 BQ41
- 2020 BT41
- 2020 BU41
- 2020 BW41
- 2020 BX41
- 2020 BZ41
- 2020 BA42
- 2020 BB42
- 2020 BC42
- 2020 BE42
- 2020 BF42
- 2020 BG42
- 2020 BH42
- 2020 BK42
- 2020 BL42
- 2020 BM42
- 2020 BN42
- 2020 BO42
- 2020 BP42
- 2020 BQ42
- 2020 BR42
- 2020 BS42
- 2020 BU42
- 2020 BV42
- 2020 BW42
- 2020 BX42
- 2020 BY42
- 2020 BZ42
- 2020 BB43
- 2020 BC43
- 2020 BD43
- 2020 BE43
- 2020 BG43
- 2020 BH43
- 2020 BJ43
- 2020 BK43
- 2020 BL43
- 2020 BM43
- 2020 BN43
- 2020 BO43
- 2020 BP43
- 2020 BQ43
- 2020 BR43
- 2020 BS43
- 2020 BU43
- 2020 BW43
- 2020 BX43
- 2020 BZ43
- 2020 BA44
- 2020 BB44
- 2020 BC44
- 2020 BD44
- 2020 BE44
- 2020 BF44
- 2020 BH44
- 2020 BJ44
- 2020 BK44
- 2020 BL44
- 2020 BM44
- 2020 BN44
- 2020 BP44
- 2020 BQ44
- 2020 BR44
- 2020 BS44
- 2020 BT44
- 2020 BW44
- 2020 BY44
- 2020 BZ44
- 2020 BA45
- 2020 BB45
- 2020 BC45
- 2020 BD45
- 2020 BE45
- 2020 BF45
- 2020 BJ45
- 2020 BK45
- 2020 BL45
- 2020 BM45
- 2020 BN45
- 2020 BO45
- 2020 BR45
- 2020 BS45
- 2020 BU45
- 2020 BV45
- 2020 BW45
- 2020 BZ45
- 2020 BA46
- 2020 BB46
- 2020 BC46
- 2020 BD46
- 2020 BF46
- 2020 BH46
- 2020 BJ46
- 2020 BK46
- 2020 BL46
- 2020 BM46
- 2020 BN46
- 2020 BP46
- 2020 BS46
- 2020 BT46
- 2020 BU46
- 2020 BW46
- 2020 BX46
- 2020 BY46
- 2020 BZ46
- 2020 BA47
- 2020 BB47
- 2020 BC47
- 2020 BD47
- 2020 BE47
- 2020 BG47
- 2020 BJ47
- 2020 BK47
- 2020 BL47
- 2020 BM47
- 2020 BN47
- 2020 BO47
- 2020 BP47
- 2020 BR47
- 2020 BS47
- 2020 BT47
- 2020 BV47
- 2020 BX47
- 2020 BY47
- 2020 BZ47
- 2020 BA48
- 2020 BB48
- 2020 BC48
- 2020 BD48
- 2020 BE48
- 2020 BF48
- 2020 BG48
- 2020 BH48
- 2020 BJ48
- 2020 BL48
- 2020 BM48
- 2020 BP48
- 2020 BQ48
- 2020 BR48
- 2020 BS48
- 2020 BT48
- 2020 BU48
- 2020 BV48
- 2020 BW48
- 2020 BX48
- 2020 BY48
- 2020 BA49
- 2020 BB49
- 2020 BC49
- 2020 BD49
- 2020 BE49
- 2020 BF49
- 2020 BG49
- 2020 BH49
- 2020 BJ49
- 2020 BK49
- 2020 BL49
- 2020 BN49
- 2020 BO49
- 2020 BP49
- 2020 BR49
- 2020 BS49
- 2020 BT49
- 2020 BU49
- 2020 BV49
- 2020 BW49
- 2020 BX49
- 2020 BA50
- 2020 BB50
- 2020 BC50
- 2020 BD50
- 2020 BE50
- 2020 BF50
- 2020 BG50
- 2020 BH50
- 2020 BJ50
- 2020 BL50
- 2020 BM50
- 2020 BN50
- 2020 BO50
- 2020 BP50
- 2020 BQ50
- 2020 BR50
- 2020 BS50
- 2020 BU50
- 2020 BV50
- 2020 BW50
- 2020 BX50
- 2020 BY50
- 2020 BZ50
- 2020 BA51
- 2020 BB51
- 2020 BD51
- 2020 BE51
- 2020 BF51
- 2020 BG51
- 2020 BH51
- 2020 BJ51
- 2020 BK51
- 2020 BL51
- 2020 BM51
- 2020 BN51
- 2020 BO51
- 2020 BP51
- 2020 BR51
- 2020 BT51
- 2020 BU51
- 2020 BV51
- 2020 BW51
- 2020 BX51
- 2020 BY51
- 2020 BZ51
- 2020 BA52
- 2020 BB52
- 2020 BC52
- 2020 BD52
- 2020 BF52
- 2020 BG52
- 2020 BH52
- 2020 BJ52
- 2020 BK52
- 2020 BL52
- 2020 BM52
- 2020 BN52
- 2020 BP52
- 2020 BQ52
- 2020 BR52
- 2020 BS52
- 2020 BT52
- 2020 BV52
- 2020 BW52
- 2020 BY52
- 2020 BZ52
- 2020 BC53
- 2020 BD53
- 2020 BE53
- 2020 BF53
- 2020 BG53
- 2020 BH53
- 2020 BJ53
- 2020 BK53
- 2020 BL53
- 2020 BM53
- 2020 BN53
- 2020 BO53
- 2020 BP53
- 2020 BQ53
- 2020 BS53
- 2020 BT53
- 2020 BU53
- 2020 BV53
- 2020 BW53
- 2020 BX53
- 2020 BZ53
- 2020 BA54
- 2020 BB54
- 2020 BD54
- 2020 BE54
- 2020 BF54
- 2020 BG54
- 2020 BH54
- 2020 BJ54
- 2020 BK54
- 2020 BL54
- 2020 BN54
- 2020 BO54
- 2020 BP54
- 2020 BR54
- 2020 BS54
- 2020 BT54
- 2020 BV54
- 2020 BW54
- 2020 BX54
- 2020 BA55
- 2020 BB55
- 2020 BC55
- 2020 BD55
- 2020 BE55
- 2020 BF55
- 2020 BH55
- 2020 BJ55
- 2020 BK55
- 2020 BL55
- 2020 BM55
- 2020 BO55
- 2020 BP55
- 2020 BQ55
- 2020 BR55
- 2020 BS55
- 2020 BT55
- 2020 BU55
- 2020 BW55
- 2020 BX55
- 2020 BZ55
- 2020 BA56
- 2020 BB56
- 2020 BC56
- 2020 BE56
- 2020 BF56
- 2020 BH56
- 2020 BJ56
- 2020 BL56
- 2020 BN56
- 2020 BP56
- 2020 BQ56
- 2020 BR56
- 2020 BS56
- 2020 BT56
- 2020 BU56
- 2020 BV56
- 2020 BW56
- 2020 BZ56
- 2020 BA57
- 2020 BB57
- 2020 BC57
- 2020 BE57
- 2020 BG57
- 2020 BH57
- 2020 BL57
- 2020 BM57
- 2020 BN57
- 2020 BO57
- 2020 BP57
- 2020 BR57
- 2020 BS57
- 2020 BT57
- 2020 BU57
- 2020 BV57
- 2020 BW57
- 2020 BX57
- 2020 BY57
- 2020 BZ57
- 2020 BA58
- 2020 BB58
- 2020 BC58
- 2020 BD58
- 2020 BE58
- 2020 BF58
- 2020 BG58
- 2020 BH58
- 2020 BJ58
- 2020 BK58
- 2020 BM58
- 2020 BN58
- 2020 BO58
- 2020 BQ58
- 2020 BT58
- 2020 BU58
- 2020 BV58
- 2020 BW58
- 2020 BX58
- 2020 BY58
- 2020 BZ58
- 2020 BA59
- 2020 BB59
- 2020 BC59
- 2020 BD59
- 2020 BE59
- 2020 BF59
- 2020 BG59
- 2020 BH59
- 2020 BJ59
- 2020 BK59
- 2020 BL59
- 2020 BM59
- 2020 BN59
- 2020 BO59
- 2020 BP59
- 2020 BQ59
- 2020 BR59
- 2020 BS59
- 2020 BU59
- 2020 BV59
- 2020 BY59
- 2020 BZ59
- 2020 BA60
- 2020 BB60
- 2020 BC60
- 2020 BD60
- 2020 BE60
- 2020 BF60
- 2020 BG60
- 2020 BH60
- 2020 BJ60
- 2020 BK60
- 2020 BL60
- 2020 BM60
- 2020 BN60
- 2020 BO60
- 2020 BP60
- 2020 BQ60
- 2020 BR60
- 2020 BS60
- 2020 BT60
- 2020 BU60
- 2020 BV60
- 2020 BW60
- 2020 BY60
- 2020 BZ60
- 2020 BA61
- 2020 BB61
- 2020 BC61
- 2020 BD61
- 2020 BE61
- 2020 BF61
- 2020 BG61
- 2020 BJ61
- 2020 BK61
- 2020 BQ61
- 2020 BR61
- 2020 BS61
- 2020 BT61
- 2020 BU61
- 2020 BW61
- 2020 BX61
- 2020 BY61
- 2020 BZ61
- 2020 BA62
- 2020 BB62
- 2020 BD62
- 2020 BE62
- 2020 BF62
- 2020 BG62
- 2020 BH62
- 2020 BJ62
- 2020 BK62
- 2020 BL62
- 2020 BM62
- 2020 BN62
- 2020 BO62
- 2020 BP62
- 2020 BR62
- 2020 BT62
- 2020 BV62
- 2020 BW62
- 2020 BY62
- 2020 BB63
- 2020 BC63
- 2020 BD63
- 2020 BF63
- 2020 BJ63
- 2020 BK63
- 2020 BL63
- 2020 BN63
- 2020 BO63
- 2020 BP63
- 2020 BQ63
- 2020 BR63
- 2020 BU63
- 2020 BV63
- 2020 BW63
- 2020 BX63
- 2020 BY63
- 2020 BZ63
- 2020 BA64
- 2020 BB64
- 2020 BC64
- 2020 BE64
- 2020 BF64
- 2020 BH64
- 2020 BJ64
- 2020 BN64
- 2020 BO64
- 2020 BP64
- 2020 BQ64
- 2020 BR64
- 2020 BS64
- 2020 BT64
- 2020 BU64
- 2020 BV64
- 2020 BW64
- 2020 BX64
- 2020 BY64
- 2020 BZ64
- 2020 BC65
- 2020 BD65
- 2020 BE65
- 2020 BF65
- 2020 BG65
- 2020 BH65
- 2020 BJ65
- 2020 BK65
- 2020 BL65
- 2020 BM65
- 2020 BN65
- 2020 BO65
- 2020 BP65
- 2020 BR65
- 2020 BU65
- 2020 BV65
- 2020 BW65
- 2020 BX65
- 2020 BZ65
- 2020 BA66
- 2020 BB66
- 2020 BC66
- 2020 BE66
- 2020 BF66
- 2020 BH66
- 2020 BJ66
- 2020 BK66
- 2020 BM66
- 2020 BN66
- 2020 BO66
- 2020 BP66
- 2020 BQ66
- 2020 BR66
- 2020 BS66
- 2020 BT66
- 2020 BU66
- 2020 BV66
- 2020 BW66
- 2020 BX66
- 2020 BY66
- 2020 BZ66
- 2020 BA67
- 2020 BC67
- 2020 BD67
- 2020 BE67
- 2020 BH67
- 2020 BJ67
- 2020 BK67
- 2020 BM67
- 2020 BN67
- 2020 BP67
- 2020 BQ67
- 2020 BR67
- 2020 BS67
- 2020 BT67
- 2020 BU67
- 2020 BV67
- 2020 BX67
- 2020 BY67
- 2020 BZ67
- 2020 BA68
- 2020 BC68
- 2020 BD68
- 2020 BE68
- 2020 BF68
- 2020 BH68
- 2020 BK68
- 2020 BL68
- 2020 BM68
- 2020 BN68
- 2020 BO68
- 2020 BP68
- 2020 BR68
- 2020 BT68
- 2020 BU68
- 2020 BV68
- 2020 BW68
- 2020 BX68
- 2020 BY68
- 2020 BZ68
- 2020 BA69
- 2020 BC69
- 2020 BD69
- 2020 BE69
- 2020 BG69
- 2020 BH69
- 2020 BJ69
- 2020 BK69
- 2020 BL69
- 2020 BN69
- 2020 BO69
- 2020 BP69
- 2020 BQ69
- 2020 BR69
- 2020 BS69
- 2020 BT69
- 2020 BU69
- 2020 BV69
- 2020 BX69
- 2020 BY69
- 2020 BZ69
- 2020 BC70
- 2020 BD70
- 2020 BE70
- 2020 BF70
- 2020 BG70
- 2020 BH70
- 2020 BJ70
- 2020 BL70
- 2020 BM70
- 2020 BN70
- 2020 BR70
- 2020 BS70
- 2020 BT70
- 2020 BU70
- 2020 BV70
- 2020 BW70
- 2020 BX70
- 2020 BY70
- 2020 BZ70
- 2020 BA71
- 2020 BB71
- 2020 BC71
- 2020 BD71
- 2020 BE71
- 2020 BG71
- 2020 BK71
- 2020 BL71
- 2020 BM71
- 2020 BN71
- 2020 BO71
- 2020 BP71
- 2020 BQ71
- 2020 BR71
- 2020 BS71
- 2020 BU71
- 2020 BV71
- 2020 BW71
- 2020 BX71
- 2020 BZ71
- 2020 BA72
- 2020 BB72
- 2020 BD72
- 2020 BE72
- 2020 BG72
- 2020 BK72
- 2020 BL72
- 2020 BN72
- 2020 BO72
- 2020 BP72
- 2020 BQ72
- 2020 BR72
- 2020 BS72
- 2020 BT72
- 2020 BU72
- 2020 BV72
- 2020 BW72
- 2020 BX72
- 2020 BY72
- 2020 BA73
- 2020 BE73
- 2020 BF73
- 2020 BG73
- 2020 BH73
- 2020 BJ73
- 2020 BK73
- 2020 BL73
- 2020 BM73
- 2020 BN73
- 2020 BO73
- 2020 BP73
- 2020 BQ73
- 2020 BR73
- 2020 BT73
- 2020 BU73
- 2020 BV73
- 2020 BW73
- 2020 BX73
- 2020 BY73
- 2020 BZ73
- 2020 BB74
- 2020 BC74
- 2020 BD74
- 2020 BE74
- 2020 BG74
- 2020 BH74
- 2020 BJ74
- 2020 BK74
- 2020 BL74
- 2020 BM74
- 2020 BO74
- 2020 BP74
- 2020 BQ74
- 2020 BR74
- 2020 BT74
- 2020 BU74
- 2020 BV74
- 2020 BW74
- 2020 BX74
- 2020 BY74
- 2020 BZ74
- 2020 BA75
- 2020 BG75
- 2020 BH75
- 2020 BJ75
- 2020 BK75
- 2020 BM75
- 2020 BO75
- 2020 BP75
- 2020 BR75
- 2020 BS75
- 2020 BT75
- 2020 BU75
- 2020 BV75
- 2020 BX75
- 2020 BZ75
- 2020 BA76
- 2020 BB76
- 2020 BC76
- 2020 BD76
- 2020 BH76
- 2020 BK76
- 2020 BL76
- 2020 BN76
- 2020 BO76
- 2020 BP76
- 2020 BR76
- 2020 BS76
- 2020 BV76
- 2020 BW76
- 2020 BC77
- 2020 BD77
- 2020 BF77
- 2020 BH77
- 2020 BJ77
- 2020 BK77
- 2020 BL77
- 2020 BM77
- 2020 BN77
- 2020 BQ77
- 2020 BS77
- 2020 BT77
- 2020 BY77
- 2020 BZ77
- 2020 BA78
- 2020 BB78
- 2020 BE78
- 2020 BG78
- 2020 BH78
- 2020 BJ78
- 2020 BM78
- 2020 BN78
- 2020 BO78
- 2020 BP78
- 2020 BQ78
- 2020 BR78
- 2020 BS78
- 2020 BV78
- 2020 BW78
- 2020 BX78
- 2020 BY78
- 2020 BA79
- 2020 BB79
- 2020 BC79
- 2020 BD79
- 2020 BE79
- 2020 BF79
- 2020 BH79
- 2020 BJ79
- 2020 BK79
- 2020 BL79
- 2020 BN79
- 2020 BP79
- 2020 BQ79
- 2020 BR79
- 2020 BS79
- 2020 BT79
- 2020 BU79
- 2020 BW79
- 2020 BX79
- 2020 BA80
- 2020 BC80
- 2020 BF80
- 2020 BG80
- 2020 BH80
- 2020 BK80
- 2020 BM80
- 2020 BN80
- 2020 BQ80
- 2020 BS80
- 2020 BU80
- 2020 BV80
- 2020 BX80
- 2020 BZ80
- 2020 BA81
- 2020 BB81
- 2020 BD81
- 2020 BG81
- 2020 BJ81
- 2020 BK81
- 2020 BL81
- 2020 BM81
- 2020 BN81
- 2020 BO81
- 2020 BP81
- 2020 BR81
- 2020 BS81
- 2020 BU81
- 2020 BV81
- 2020 BY81
- 2020 BA82
- 2020 BB82
- 2020 BC82
- 2020 BD82
- 2020 BE82
- 2020 BF82
- 2020 BG82
- 2020 BM82
- 2020 BP82
- 2020 BQ82
- 2020 BR82
- 2020 BS82
- 2020 BT82
- 2020 BU82
- 2020 BV82
- 2020 BW82
- 2020 BX82
- 2020 BB83
- 2020 BC83
- 2020 BE83
- 2020 BG83
- 2020 BH83
- 2020 BJ83
- 2020 BK83
- 2020 BL83
- 2020 BM83
- 2020 BO83
- 2020 BP83
- 2020 BQ83
- 2020 BR83
- 2020 BS83
- 2020 BT83
- 2020 BU83
- 2020 BY83
- 2020 BZ83
- 2020 BA84
- 2020 BB84
- 2020 BC84
- 2020 BD84
- 2020 BE84
- 2020 BF84
- 2020 BH84
- 2020 BJ84
- 2020 BK84
- 2020 BL84
- 2020 BN84
- 2020 BO84
- 2020 BP84
- 2020 BQ84
- 2020 BR84
- 2020 BT84
- 2020 BY84
- 2020 BA85
- 2020 BB85
- 2020 BC85
- 2020 BE85
- 2020 BF85
- 2020 BG85
- 2020 BH85
- 2020 BJ85
- 2020 BK85
- 2020 BL85
- 2020 BM85
- 2020 BO85
- 2020 BP85
- 2020 BQ85
- 2020 BS85
- 2020 BT85
- 2020 BV85
- 2020 BW85
- 2020 BX85
- 2020 BY85
- 2020 BC86
- 2020 BD86
- 2020 BE86
- 2020 BG86
- 2020 BH86
- 2020 BJ86
- 2020 BK86
- 2020 BL86
- 2020 BN86
- 2020 BO86
- 2020 BP86
- 2020 BQ86
- 2020 BR86
- 2020 BS86
- 2020 BT86
- 2020 BU86
- 2020 BV86
- 2020 BW86
- 2020 BX86
- 2020 BY86
- 2020 BA87
- 2020 BC87
- 2020 BD87
- 2020 BE87
- 2020 BH87
- 2020 BK87
- 2020 BL87
- 2020 BM87
- 2020 BN87
- 2020 BO87
- 2020 BQ87
- 2020 BR87
- 2020 BT87
- 2020 BU87
- 2020 BW87
- 2020 BY87
- 2020 BZ87
- 2020 BD88
- 2020 BE88
- 2020 BF88
- 2020 BG88
- 2020 BH88
- 2020 BL88
- 2020 BN88
- 2020 BO88
- 2020 BP88
- 2020 BR88
- 2020 BS88
- 2020 BT88
- 2020 BU88
- 2020 BW88
- 2020 BX88
- 2020 BZ88
- 2020 BA89
- 2020 BC89
- 2020 BD89
- 2020 BE89
- 2020 BF89
- 2020 BG89
- 2020 BH89
- 2020 BJ89
- 2020 BK89
- 2020 BL89
- 2020 BM89
- 2020 BN89
- 2020 BO89
- 2020 BP89
- 2020 BQ89
- 2020 BR89
- 2020 BT89
- 2020 BU89
- 2020 BV89
- 2020 BW89
- 2020 BX89
- 2020 BZ89
- 2020 BA90
- 2020 BB90
- 2020 BC90
- 2020 BD90
- 2020 BE90
- 2020 BF90
- 2020 BH90
- 2020 BJ90
- 2020 BK90
- 2020 BL90
- 2020 BM90
- 2020 BN90
- 2020 BO90
- 2020 BP90
- 2020 BQ90
- 2020 BS90
- 2020 BT90
- 2020 BV90
- 2020 BW90
- 2020 BX90
- 2020 BY90
- 2020 BZ90
- 2020 BA91
- 2020 BB91
- 2020 BC91
- 2020 BD91
- 2020 BG91
- 2020 BJ91
- 2020 BK91
- 2020 BL91
- 2020 BM91
- 2020 BN91
- 2020 BO91
- 2020 BP91
- 2020 BR91
- 2020 BS91
- 2020 BT91
- 2020 BU91
- 2020 BV91
- 2020 BW91
- 2020 BX91
- 2020 BY91
- 2020 BZ91
- 2020 BB92
- 2020 BC92
- 2020 BD92
- 2020 BE92
- 2020 BG92
- 2020 BH92
- 2020 BJ92
- 2020 BK92
- 2020 BN92
- 2020 BO92
- 2020 BP92
- 2020 BQ92
- 2020 BR92
- 2020 BS92
- 2020 BT92
- 2020 BU92
- 2020 BV92
- 2020 BW92
- 2020 BX92
- 2020 BB93
- 2020 BC93
- 2020 BD93
- 2020 BE93
- 2020 BF93
- 2020 BG93
- 2020 BH93
- 2020 BJ93
- 2020 BL93
- 2020 BM93
- 2020 BN93
- 2020 BO93
- 2020 BP93
- 2020 BQ93
- 2020 BR93
- 2020 BS93
- 2020 BU93
- 2020 BV93
- 2020 BX93
- 2020 BY93
- 2020 BZ93
- 2020 BA94
- 2020 BB94
- 2020 BD94
- 2020 BE94
- 2020 BF94
- 2020 BJ94
- 2020 BK94
- 2020 BL94
- 2020 BM94
- 2020 BN94
- 2020 BO94
- 2020 BP94
- 2020 BQ94
- 2020 BR94
- 2020 BS94
- 2020 BV94
- 2020 BW94
- 2020 BY94
- 2020 BZ94
- 2020 BA95
- 2020 BB95
- 2020 BC95
- 2020 BD95
- 2020 BE95
- 2020 BG95
- 2020 BJ95
- 2020 BL95
- 2020 BM95
- 2020 BN95
- 2020 BO95
- 2020 BP95
- 2020 BR95
- 2020 BS95
- 2020 BT95
- 2020 BU95
- 2020 BV95
- 2020 BW95
- 2020 BX95
- 2020 BZ95
- 2020 BB96
- 2020 BC96
- 2020 BD96
- 2020 BF96
- 2020 BG96
- 2020 BH96
- 2020 BK96
- 2020 BM96
- 2020 BN96
- 2020 BO96
- 2020 BQ96
- 2020 BS96
- 2020 BT96
- 2020 BU96
- 2020 BW96
- 2020 BX96
- 2020 BY96
- 2020 BZ96
- 2020 BA97
- 2020 BB97
- 2020 BD97
- 2020 BE97
- 2020 BF97
- 2020 BJ97
- 2020 BK97
- 2020 BL97
- 2020 BM97
- 2020 BN97
- 2020 BO97
- 2020 BP97
- 2020 BQ97
- 2020 BR97
- 2020 BS97
- 2020 BT97
- 2020 BU97
- 2020 BV97
- 2020 BW97
- 2020 BX97
- 2020 BY97
- 2020 BZ97
- 2020 BA98
- 2020 BB98
- 2020 BC98
- 2020 BD98
- 2020 BE98
- 2020 BF98
- 2020 BG98
- 2020 BK98
- 2020 BL98
- 2020 BN98
- 2020 BP98
- 2020 BQ98
- 2020 BR98
- 2020 BS98
- 2020 BV98
- 2020 BX98
- 2020 BY98
- 2020 BA99
- 2020 BB99
- 2020 BC99
- 2020 BF99
- 2020 BG99
- 2020 BH99
- 2020 BJ99
- 2020 BK99
- 2020 BP99
- 2020 BQ99
- 2020 BR99
- 2020 BS99
- 2020 BU99
- 2020 BV99
- 2020 BW99
- 2020 BX99
- 2020 BY99
- 2020 BZ99
- 2020 BA100
- 2020 BB100
- 2020 BC100
- 2020 BD100
- 2020 BE100
- 2020 BF100
- 2020 BG100
- 2020 BH100
- 2020 BJ100
- 2020 BK100
- 2020 BL100
- 2020 BM100
- 2020 BN100
- 2020 BO100
- 2020 BP100
- 2020 BR100
- 2020 BT100
- 2020 BW100
- 2020 BX100
- 2020 BY100
- 2020 BZ100
- 2020 BB101
- 2020 BC101
- 2020 BD101
- 2020 BF101
- 2020 BH101
- 2020 BJ101
- 2020 BK101
- 2020 BL101
- 2020 BM101
- 2020 BN101
- 2020 BO101
- 2020 BP101
- 2020 BQ101
- 2020 BR101
- 2020 BS101
- 2020 BT101
- 2020 BU101
- 2020 BV101
- 2020 BW101
- 2020 BX101
- 2020 BY101
- 2020 BC102
- 2020 BE102
- 2020 BF102
- 2020 BG102
- 2020 BH102
- 2020 BJ102
- 2020 BK102
- 2020 BM102
- 2020 BP102
- 2020 BQ102
- 2020 BR102
- 2020 BT102
- 2020 BU102
- 2020 BV102
- 2020 BW102
- 2020 BX102
- 2020 BY102
- 2020 BZ102
- 2020 BA103
- 2020 BB103
- 2020 BC103
- 2020 BD103
- 2020 BE103
- 2020 BF103
- 2020 BG103
- 2020 BH103
- 2020 BJ103
- 2020 BK103
- 2020 BL103
- 2020 BM103
- 2020 BN103
- 2020 BO103
- 2020 BP103
- 2020 BR103
- 2020 BS103
- 2020 BT103
- 2020 BV103
- 2020 BW103
- 2020 BX103
- 2020 BY103
- 2020 BZ103
- 2020 BA104
- 2020 BC104
- 2020 BD104
- 2020 BE104
- 2020 BF104
- 2020 BG104
- 2020 BJ104
- 2020 BK104
- 2020 BL104
- 2020 BM104
- 2020 BO104
- 2020 BP104
- 2020 BQ104
- 2020 BR104
- 2020 BS104
- 2020 BT104
- 2020 BV104
- 2020 BW104
- 2020 BX104
- 2020 BY104
- 2020 BZ104
- 2020 BA105
- 2020 BB105
- 2020 BC105
- 2020 BD105
- 2020 BE105
- 2020 BF105
- 2020 BG105
- 2020 BH105
- 2020 BJ105
- 2020 BK105
- 2020 BL105
- 2020 BM105
- 2020 BN105
- 2020 BO105
- 2020 BP105
- 2020 BQ105
- 2020 BS105
- 2020 BW105
- 2020 BX105
- 2020 BY105
- 2020 BZ105
- 2020 BA106
- 2020 BB106
- 2020 BC106
- 2020 BD106
- 2020 BE106
- 2020 BF106
- 2020 BG106
- 2020 BH106
- 2020 BJ106
- 2020 BK106
- 2020 BL106
- 2020 BM106
- 2020 BN106
- 2020 BO106
- 2020 BP106
- 2020 BQ106
- 2020 BR106
- 2020 BS106
- 2020 BT106
- 2020 BU106
- 2020 BV106
- 2020 BX106
- 2020 BY106
- 2020 BZ106
- 2020 BA107
- 2020 BB107
- 2020 BC107
- 2020 BE107
- 2020 BF107
- 2020 BG107
- 2020 BH107
- 2020 BJ107
- 2020 BK107
- 2020 BL107
- 2020 BM107
- 2020 BN107
- 2020 BO107
- 2020 BP107
- 2020 BQ107
- 2020 BR107
- 2020 BS107
- 2020 BU107
- 2020 BW107
- 2020 BX107
- 2020 BY107
- 2020 BZ107
- 2020 BA108
- 2020 BB108
- 2020 BC108
- 2020 BD108
- 2020 BE108
- 2020 BF108
- 2020 BG108
- 2020 BH108
- 2020 BJ108
- 2020 BK108
- 2020 BL108
- 2020 BM108
- 2020 BN108
- 2020 BO108
- 2020 BP108
- 2020 BQ108
- 2020 BR108
- 2020 BS108
- 2020 BT108
- 2020 BU108
- 2020 BV108
- 2020 BW108
- 2020 BX108
- 2020 BY108
- 2020 BZ108
- 2020 BA109
- 2020 BB109
- 2020 BC109
- 2020 BD109
- 2020 BE109
- 2020 BF109
- 2020 BG109
- 2020 BH109
- 2020 BJ109
- 2020 BK109
- 2020 BL109
- 2020 BM109
- 2020 BN109
- 2020 BO109
- 2020 BP109
- 2020 BQ109
- 2020 BR109
- 2020 BS109
- 2020 BT109
- 2020 BU109
- 2020 BV109
- 2020 BW109
- 2020 BX109
- 2020 BY109
- 2020 BZ109
- 2020 BA110
- 2020 BB110
- 2020 BC110
- 2020 BD110
- 2020 BE110
- 2020 BG110
- 2020 BH110
- 2020 BJ110
- 2020 BK110
- 2020 BL110
- 2020 BM110
- 2020 BN110
- 2020 BO110
- 2020 BP110
- 2020 BQ110
- 2020 BR110
- 2020 BS110
- 2020 BT110
- 2020 BU110
- 2020 BW110
- 2020 BX110
- 2020 BY110
- 2020 BZ110
- 2020 BA111
- 2020 BB111
- 2020 BC111
- 2020 BD111
- 2020 BE111
- 2020 BF111
- 2020 BG111
- 2020 BH111
- 2020 BJ111
- 2020 BK111
- 2020 BL111
- 2020 BM111
- 2020 BN111
- 2020 BO111
- 2020 BP111
- 2020 BS111
- 2020 BT111
- 2020 BU111
- 2020 BW111
- 2020 BX111
- 2020 BY111
- 2020 BZ111
- 2020 BA112
- 2020 BB112
- 2020 BC112
- 2020 BD112
- 2020 BE112
- 2020 BF112
- 2020 BG112
- 2020 BH112
- 2020 BJ112
- 2020 BK112
- 2020 BL112
- 2020 BM112
- 2020 BN112
- 2020 BO112
- 2020 BQ112
- 2020 BR112
- 2020 BS112
- 2020 BT112
- 2020 BU112
- 2020 BV112
- 2020 BW112
- 2020 BX112
- 2020 BZ112
- 2020 BA113
- 2020 BB113
- 2020 BC113
- 2020 BD113
- 2020 BE113
- 2020 BF113
- 2020 BH113
- 2020 BJ113
- 2020 BK113
- 2020 BL113
- 2020 BM113
- 2020 BN113
- 2020 BO113
- 2020 BP113
- 2020 BQ113
- 2020 BR113
- 2020 BS113
- 2020 BU113
- 2020 BV113
- 2020 BW113
- 2020 BX113
- 2020 BY113
- 2020 BZ113
- 2020 BA114
- 2020 BB114
- 2020 BC114
- 2020 BE114
- 2020 BF114
- 2020 BG114
- 2020 BH114
- 2020 BJ114
- 2020 BK114
- 2020 BL114
- 2020 BM114
- 2020 BN114
- 2020 BO114
- 2020 BP114
- 2020 BQ114
- 2020 BR114
- 2020 BS114
- 2020 BT114
- 2020 BV114
- 2020 BX114
- 2020 BY114
- 2020 BZ114
- 2020 BB115
- 2020 BC115
- 2020 BD115
- 2020 BE115
- 2020 BF115
- 2020 BG115
- 2020 BH115
- 2020 BJ115
- 2020 BK115
- 2020 BL115
- 2020 BM115
- 2020 BN115
- 2020 BO115
- 2020 BP115
- 2020 BQ115
- 2020 BR115
- 2020 BS115
- 2020 BT115
- 2020 BU115
- 2020 BV115
- 2020 BX115
- 2020 BY115
- 2020 BZ115
- 2020 BA116
- 2020 BB116
- 2020 BC116
- 2020 BD116
- 2020 BE116
- 2020 BF116
- 2020 BG116
- 2020 BH116
- 2020 BJ116
- 2020 BK116
- 2020 BL116
- 2020 BM116
- 2020 BN116
- 2020 BO116
- 2020 BP116
- 2020 BQ116
- 2020 BR116
- 2020 BS116
- 2020 BT116
- 2020 BU116
- 2020 BW116
- 2020 BY116
- 2020 BZ116
- 2020 BC117
- 2020 BD117
- 2020 BF117
- 2020 BG117
- 2020 BH117
- 2020 BK117
- 2020 BL117
- 2020 BN117
- 2020 BQ117
- 2020 BR117
- 2020 BS117
- 2020 BT117
- 2020 BU117
- 2020 BV117
- 2020 BW117
- 2020 BX117
- 2020 BY117
- 2020 BA118
- 2020 BB118
- 2020 BC118
- 2020 BE118
- 2020 BG118
- 2020 BH118
- 2020 BJ118
- 2020 BK118
- 2020 BL118
- 2020 BN118
- 2020 BO118
- 2020 BP118
- 2020 BQ118
- 2020 BT118
- 2020 BU118
- 2020 BV118
- 2020 BW118
- 2020 BA119
- 2020 BB119
- 2020 BC119
- 2020 BE119
- 2020 BF119
- 2020 BG119
- 2020 BH119
- 2020 BJ119
- 2020 BL119
- 2020 BM119
- 2020 BO119
- 2020 BP119
- 2020 BQ119
- 2020 BR119
- 2020 BS119
- 2020 BT119
- 2020 BU119
- 2020 BV119
- 2020 BW119
- 2020 BX119
- 2020 BY119
- 2020 BZ119
- 2020 BA120
- 2020 BB120
- 2020 BC120
- 2020 BD120
- 2020 BE120
- 2020 BF120
- 2020 BG120
- 2020 BH120
- 2020 BJ120
- 2020 BK120
- 2020 BL120
- 2020 BM120
- 2020 BN120
- 2020 BP120
- 2020 BQ120
- 2020 BR120
- 2020 BS120
- 2020 BT120
- 2020 BU120
- 2020 BV120
- 2020 BW120
- 2020 BX120
- 2020 BY120
- 2020 BZ120
- 2020 BA121
- 2020 BB121
- 2020 BC121
- 2020 BD121
- 2020 BE121
- 2020 BF121
- 2020 BG121
- 2020 BH121
- 2020 BJ121
- 2020 BK121
- 2020 BL121
- 2020 BM121
- 2020 BN121
- 2020 BO121
- 2020 BP121
- 2020 BQ121
- 2020 BR121
- 2020 BS121
- 2020 BT121
- 2020 BU121
- 2020 BV121
- 2020 BW121
- 2020 BX121
- 2020 BY121
- 2020 BZ121
- 2020 BA122
- 2020 BB122
- 2020 BC122
- 2020 BD122
- 2020 BE122
- 2020 BF122
- 2020 BG122
- 2020 BH122
- 2020 BJ122
- 2020 BK122
- 2020 BL122
- 2020 BM122
- 2020 BO122
- 2020 BP122
- 2020 BQ122
- 2020 BR122
- 2020 BS122
- 2020 BT122
- 2020 BU122
- 2020 BV122
- 2020 BW122
- 2020 BX122
- 2020 BY122
- 2020 BZ122
- 2020 BA123
- 2020 BB123
- 2020 BC123
- 2020 BD123
- 2020 BE123
- 2020 BF123
- 2020 BG123
- 2020 BH123
- 2020 BJ123
- 2020 BK123
- 2020 BL123
- 2020 BM123
- 2020 BN123
- 2020 BO123
- 2020 BP123
- 2020 BQ123
- 2020 BR123
- 2020 BS123
- 2020 BT123
- 2020 BU123
- 2020 BV123
- 2020 BW123
- 2020 BX123
- 2020 BY123
- 2020 BZ123
- 2020 BA124
- 2020 BB124
- 2020 BC124
- 2020 BD124
- 2020 BF124
- 2020 BH124
- 2020 BJ124
- 2020 BK124
- 2020 BM124
- 2020 BN124
- 2020 BP124
- 2020 BS124
- 2020 BT124
- 2020 BU124
- 2020 BV124
- 2020 BW124
- 2020 BX124
- 2020 BY124
- 2020 BZ124
- 2020 BA125
- 2020 BB125
- 2020 BC125
- 2020 BD125
- 2020 BF125
- 2020 BH125
- 2020 BJ125
- 2020 BK125
- 2020 BL125
- 2020 BM125
- 2020 BN125
- 2020 BO125
- 2020 BP125
- 2020 BQ125
- 2020 BR125
- 2020 BS125
- 2020 BT125
- 2020 BU125
- 2020 BV125
- 2020 BW125
- 2020 BY125
- 2020 BZ125
- 2020 BA126
- 2020 BB126
- 2020 BC126
- 2020 BD126
- 2020 BE126
- 2020 BF126
- 2020 BG126
- 2020 BH126
- 2020 BJ126
- 2020 BK126
- 2020 BL126
- 2020 BM126
- 2020 BN126
- 2020 BO126
- 2020 BP126
- 2020 BQ126
- 2020 BR126
- 2020 BS126
- 2020 BT126
- 2020 BU126
- 2020 BV126
- 2020 BW126
- 2020 BX126
- 2020 BY126
- 2020 BZ126
- 2020 BA127
- 2020 BB127
- 2020 BC127
- 2020 BD127
- 2020 BE127
- 2020 BF127
- 2020 BG127
- 2020 BH127
- 2020 BJ127
- 2020 BK127
- 2020 BL127
- 2020 BM127
- 2020 BN127
- 2020 BO127
- 2020 BP127
- 2020 BQ127
- 2020 BR127
- 2020 BS127
- 2020 BT127
- 2020 BU127
- 2020 BV127
- 2020 BW127
- 2020 BX127
- 2020 BY127
- 2020 BZ127
- 2020 BA128
- 2020 BC128
- 2020 BD128
- 2020 BE128
- 2020 BF128
- 2020 BG128
- 2020 BH128
- 2020 BJ128
- 2020 BK128
- 2020 BL128
- 2020 BM128
- 2020 BN128
- 2020 BO128
- 2020 BP128
- 2020 BQ128
- 2020 BS128
- 2020 BT128
- 2020 BV128
- 2020 BW128
- 2020 BX128
- 2020 BY128
- 2020 BA129
- 2020 BB129
- 2020 BC129
- 2020 BD129
- 2020 BE129
- 2020 BF129
- 2020 BG129
- 2020 BH129
- 2020 BJ129
- 2020 BK129
- 2020 BL129
- 2020 BM129
- 2020 BN129
- 2020 BO129
- 2020 BP129
- 2020 BQ129
- 2020 BR129
- 2020 BS129
- 2020 BT129
- 2020 BU129
- 2020 BW129
- 2020 BX129
- 2020 BY129
- 2020 BZ129
- 2020 BA130
- 2020 BB130
- 2020 BC130
- 2020 BD130
- 2020 BE130
- 2020 BF130
- 2020 BG130
- 2020 BH130
- 2020 BK130
- 2020 BL130
- 2020 BM130
- 2020 BN130
- 2020 BO130
- 2020 BP130
- 2020 BQ130
- 2020 BR130
- 2020 BS130
- 2020 BT130
- 2020 BU130
- 2020 BV130
- 2020 BW130
- 2020 BX130
- 2020 BY130
- 2020 BZ130
- 2020 BA131
- 2020 BB131
- 2020 BC131
- 2020 BD131
- 2020 BE131
- 2020 BF131
- 2020 BG131
- 2020 BH131
- 2020 BJ131
- 2020 BK131
- 2020 BL131
- 2020 BM131
- 2020 BN131
- 2020 BO131
- 2020 BP131
- 2020 BQ131
- 2020 BR131
- 2020 BS131
- 2020 BT131
- 2020 BU131
- 2020 BV131
- 2020 BW131
- 2020 BX131
- 2020 BY131
- 2020 BZ131
- 2020 BA132
- 2020 BB132
- 2020 BC132
- 2020 BD132
- 2020 BE132
- 2020 BF132
- 2020 BG132
- 2020 BH132
- 2020 BJ132
- 2020 BK132
- 2020 BL132
- 2020 BM132
- 2020 BN132
- 2020 BO132
- 2020 BP132
- 2020 BQ132
- 2020 BR132
- 2020 BS132
- 2020 BT132
- 2020 BU132
- 2020 BV132
- 2020 BW132
- 2020 BX132
- 2020 BY132
- 2020 BZ132
- 2020 BA133
- 2020 BB133
- 2020 BC133
- 2020 BD133
- 2020 BE133
- 2020 BF133
- 2020 BG133
- 2020 BH133
- 2020 BJ133
- 2020 BK133
- 2020 BL133
- 2020 BM133
- 2020 BN133
- 2020 BO133
- 2020 BP133
- 2020 BQ133
- 2020 BR133
- 2020 BS133
- 2020 BT133
- 2020 BU133
- 2020 BV133
- 2020 BW133
- 2020 BX133
- 2020 BY133
- 2020 BZ133
- 2020 BA134
- 2020 BB134
- 2020 BC134
- 2020 BD134
- 2020 BE134
- 2020 BF134
- 2020 BG134
- 2020 BH134
- 2020 BJ134
- 2020 BK134
- 2020 BM134
- 2020 BO134
- 2020 BP134
- 2020 BQ134
- 2020 BR134
- 2020 BS134
- 2020 BT134
- 2020 BU134
- 2020 BV134
- 2020 BW134
- 2020 BX134
- 2020 BY134
- 2020 BZ134
- 2020 BA135
- 2020 BB135
- 2020 BC135
- 2020 BD135
- 2020 BE135
- 2020 BF135
- 2020 BG135
- 2020 BH135
- 2020 BJ135
- 2020 BK135
- 2020 BL135
- 2020 BM135
- 2020 BN135
- 2020 BO135
- 2020 BP135
- 2020 BQ135
- 2020 BR135
- 2020 BS135
- 2020 BT135
- 2020 BU135
- 2020 BV135
- 2020 BY135
- 2020 BZ135
- 2020 BA136
- 2020 BC136
- 2020 BD136
- 2020 BE136
- 2020 BF136
- 2020 BG136
- 2020 BJ136
- 2020 BK136
- 2020 BL136
- 2020 BM136
- 2020 BO136
- 2020 BQ136
- 2020 BS136
- 2020 BT136
- 2020 BU136
- 2020 BV136
- 2020 BW136
- 2020 BX136
- 2020 BY136
- 2020 BZ136
- 2020 BA137
- 2020 BB137
- 2020 BC137
- 2020 BD137
- 2020 BE137
- 2020 BF137
- 2020 BG137
- 2020 BH137
- 2020 BJ137
- 2020 BK137
- 2020 BL137
- 2020 BM137
- 2020 BN137
- 2020 BO137
- 2020 BP137
- 2020 BQ137
- 2020 BR137
- 2020 BS137
- 2020 BT137
- 2020 BU137
- 2020 BV137
- 2020 BW137
- 2020 BX137
- 2020 BY137
- 2020 BZ137
- 2020 BA138
- 2020 BB138
- 2020 BC138
- 2020 BD138
- 2020 BE138
- 2020 BF138
- 2020 BG138
- 2020 BH138
- 2020 BJ138
- 2020 BK138
- 2020 BL138
- 2020 BM138
- 2020 BN138
- 2020 BP138
- 2020 BQ138
- 2020 BR138
- 2020 BS138
- 2020 BT138
- 2020 BU138
- 2020 BV138
- 2020 BW138
- 2020 BX138
- 2020 BY138
- 2020 BZ138
- 2020 BA139
- 2020 BB139
- 2020 BC139
- 2020 BD139
- 2020 BE139
- 2020 BF139
- 2020 BG139
- 2020 BJ139
- 2020 BK139
- 2020 BL139
- 2020 BM139
- 2020 BO139
- 2020 BP139
- 2020 BQ139
- 2020 BR139
- 2020 BS139
- 2020 BT139
- 2020 BU139
- 2020 BV139
- 2020 BW139
- 2020 BX139
- 2020 BY139
- 2020 BZ139
- 2020 BA140
- 2020 BB140
- 2020 BC140
- 2020 BF140
- 2020 BG140
- 2020 BH140
- 2020 BJ140
- 2020 BK140
- 2020 BL140
- 2020 BM140
- 2020 BN140
- 2020 BO140
- 2020 BP140
- 2020 BQ140
- 2020 BS140
- 2020 BT140
- 2020 BU140
- 2020 BX140
- 2020 BY140
- 2020 BA141
- 2020 BB141
- 2020 BC141
- 2020 BD141
- 2020 BE141
- 2020 BF141
- 2020 BG141
- 2020 BH141
- 2020 BJ141
- 2020 BK141
- 2020 BL141
- 2020 BM141
- 2020 BN141
- 2020 BO141
- 2020 BP141
- 2020 BQ141
- 2020 BR141
- 2020 BS141
- 2020 BT141
- 2020 BU141
- 2020 BV141
- 2020 BW141
- 2020 BX141
- 2020 BY141
- 2020 BZ141
- 2020 BA142
- 2020 BB142
- 2020 BC142
- 2020 BD142
- 2020 BE142
- 2020 BF142
- 2020 BG142
- 2020 BH142
- 2020 BJ142
- 2020 BK142
- 2020 BL142
- 2020 BM142
- 2020 BN142
- 2020 BO142
- 2020 BP142
- 2020 BQ142
- 2020 BR142
- 2020 BS142
- 2020 BT142
- 2020 BU142
- 2020 BV142
- 2020 BW142
- 2020 BX142
- 2020 BY142
- 2020 BZ142
- 2020 BA143
- 2020 BB143
- 2020 BC143
- 2020 BD143
- 2020 BE143
- 2020 BF143
- 2020 BH143
- 2020 BJ143
- 2020 BK143
- 2020 BL143
- 2020 BM143
- 2020 BP143
- 2020 BQ143
- 2020 BR143
- 2020 BS143
- 2020 BT143
- 2020 BU143
- 2020 BV143
- 2020 BW143
- 2020 BX143
- 2020 BZ143
- 2020 BA144
- 2020 BB144
- 2020 BD144
- 2020 BE144
- 2020 BF144
- 2020 BG144
- 2020 BJ144
- 2020 BK144
- 2020 BL144
- 2020 BM144
- 2020 BN144
- 2020 BP144
- 2020 BQ144
- 2020 BR144
- 2020 BS144
- 2020 BT144
- 2020 BU144
- 2020 BV144
- 2020 BW144
- 2020 BX144
- 2020 BY144
- 2020 BZ144
- 2020 BB145
- 2020 BC145
- 2020 BD145
- 2020 BE145
- 2020 BG145
- 2020 BH145
- 2020 BJ145
- 2020 BK145
- 2020 BL145
- 2020 BM145
- 2020 BN145
- 2020 BO145
- 2020 BP145
- 2020 BQ145
- 2020 BR145
- 2020 BS145
- 2020 BT145
- 2020 BU145
- 2020 BV145
- 2020 BW145
- 2020 BY145
- 2020 BZ145
- 2020 BA146
- 2020 BB146
- 2020 BC146
- 2020 BD146
- 2020 BE146
- 2020 BF146
- 2020 BG146
- 2020 BH146
- 2020 BJ146
- 2020 BK146
- 2020 BL146
- 2020 BM146
- 2020 BN146
- 2020 BO146
- 2020 BP146
- 2020 BQ146
- 2020 BR146
- 2020 BS146
- 2020 BT146
- 2020 BU146
- 2020 BV146
- 2020 BW146
- 2020 BX146
- 2020 BY146
- 2020 BZ146
- 2020 BA147
- 2020 BB147
- 2020 BC147
- 2020 BD147
- 2020 BE147
- 2020 BG147
- 2020 BH147
- 2020 BJ147
- 2020 BK147
- 2020 BN147
- 2020 BO147
- 2020 BP147
- 2020 BQ147
- 2020 BR147
- 2020 BS147
- 2020 BT147
- 2020 BU147
- 2020 BV147
- 2020 BW147
- 2020 BX147
- 2020 BY147
- 2020 BZ147
- 2020 BA148
- 2020 BB148
- 2020 BC148
- 2020 BD148
- 2020 BE148
- 2020 BF148
- 2020 BG148
- 2020 BH148
- 2020 BJ148
- 2020 BK148
- 2020 BL148
- 2020 BM148
- 2020 BN148
- 2020 BO148
- 2020 BP148
- 2020 BQ148
- 2020 BR148
- 2020 BS148
- 2020 BT148
- 2020 BU148
- 2020 BV148
- 2020 BW148
- 2020 BX148
- 2020 BY148
- 2020 BZ148
- 2020 BA149
- 2020 BB149
- 2020 BC149
- 2020 BD149
- 2020 BE149
- 2020 BF149
- 2020 BG149
- 2020 BH149
- 2020 BJ149
- 2020 BK149
- 2020 BL149
- 2020 BM149
- 2020 BN149
- 2020 BO149
- 2020 BP149
- 2020 BQ149
- 2020 BR149
- 2020 BS149
- 2020 BT149
- 2020 BU149
- 2020 BV149
- 2020 BW149
- 2020 BX149
- 2020 BY149
- 2020 BZ149
- 2020 BA150
- 2020 BC150
- 2020 BD150
- 2020 BE150
- 2020 BF150
- 2020 BH150
- 2020 BJ150
- 2020 BK150
- 2020 BL150
- 2020 BM150
- 2020 BN150
- 2020 BO150
- 2020 BP150
- 2020 BQ150
- 2020 BR150
- 2020 BS150
- 2020 BT150
- 2020 BU150
- 2020 BV150
- 2020 BW150
- 2020 BX150
- 2020 BY150
- 2020 BZ150
- 2020 BB151
- 2020 BD151
- 2020 BE151
- 2020 BF151
- 2020 BG151
- 2020 BH151
- 2020 BJ151
- 2020 BK151
- 2020 BL151
- 2020 BM151
- 2020 BN151
- 2020 BO151
- 2020 BP151
- 2020 BQ151
- 2020 BR151
- 2020 BS151
- 2020 BT151
- 2020 BU151
- 2020 BV151
- 2020 BW151
- 2020 BX151
- 2020 BY151
- 2020 BZ151
- 2020 BA152
- 2020 BB152
- 2020 BC152
- 2020 BD152
- 2020 BE152
- 2020 BF152
- 2020 BG152
- 2020 BH152
- 2020 BJ152
- 2020 BK152
- 2020 BL152
- 2020 BM152
- 2020 BN152
- 2020 BO152
- 2020 BP152
- 2020 BQ152
- 2020 BR152
- 2020 BS152
- 2020 BT152
- 2020 BU152
- 2020 BV152
- 2020 BW152
- 2020 BX152
- 2020 BY152
- 2020 BZ152
- 2020 BA153
- 2020 BB153
- 2020 BC153
- 2020 BD153
- 2020 BE153
- 2020 BF153
- 2020 BG153
- 2020 BH153
- 2020 BJ153
- 2020 BK153
- 2020 BL153
- 2020 BM153
- 2020 BN153
- 2020 BO153
- 2020 BP153
- 2020 BR153
- 2020 BS153
- 2020 BT153
- 2020 BU153
- 2020 BV153
- 2020 BW153
- 2020 BX153
- 2020 BY153
- 2020 BZ153
- 2020 BA154
- 2020 BB154
- 2020 BC154
- 2020 BD154
- 2020 BE154
- 2020 BF154
- 2020 BG154
- 2020 BH154
- 2020 BJ154
- 2020 BK154
- 2020 BL154
- 2020 BM154
- 2020 BN154
- 2020 BP154
- 2020 BQ154
- 2020 BR154
- 2020 BS154
- 2020 BT154
- 2020 BU154
- 2020 BV154
- 2020 BW154
- 2020 BX154
- 2020 BY154
- 2020 BZ154
- 2020 BA155
- 2020 BB155
- 2020 BC155
- 2020 BD155
- 2020 BE155
- 2020 BF155
- 2020 BG155
- 2020 BJ155
- 2020 BK155
- 2020 BL155
- 2020 BM155
- 2020 BN155
- 2020 BO155
- 2020 BP155
- 2020 BQ155
- 2020 BR155
- 2020 BS155
- 2020 BT155
- 2020 BU155
- 2020 BV155
- 2020 BW155
- 2020 BX155
- 2020 BY155
- 2020 BZ155
- 2020 BA156
- 2020 BB156
- 2020 BC156
- 2020 BD156
- 2020 BE156
- 2020 BF156
- 2020 BG156
- 2020 BH156
- 2020 BJ156
- 2020 BK156
- 2020 BL156
- 2020 BM156
- 2020 BN156
- 2020 BO156
- 2020 BP156
- 2020 BQ156
- 2020 BR156
- 2020 BS156
- 2020 BT156
- 2020 BU156
- 2020 BV156
- 2020 BW156
- 2020 BX156
- 2020 BY156
- 2020 BZ156
- 2020 BB157
- 2020 BC157
- 2020 BD157
- 2020 BE157
- 2020 BF157
- 2020 BG157
- 2020 BH157
- 2020 BJ157
- 2020 BK157
- 2020 BL157
- 2020 BM157
- 2020 BN157
- 2020 BO157
- 2020 BP157
- 2020 BQ157
- 2020 BR157
- 2020 BS157
- 2020 BT157
- 2020 BU157
- 2020 BV157
- 2020 BW157
- 2020 BX157
- 2020 BY157
- 2020 BZ157
- 2020 BA158
- 2020 BB158
- 2020 BC158
- 2020 BD158
- 2020 BE158
- 2020 BF158
- 2020 BG158
- 2020 BJ158
- 2020 BK158
- 2020 BL158
- 2020 BM158
- 2020 BN158
- 2020 BO158
- 2020 BP158
- 2020 BQ158
- 2020 BS158
- 2020 BT158
- 2020 BU158
- 2020 BV158
- 2020 BW158
- 2020 BX158
- 2020 BY158
- 2020 BZ158
- 2020 BA159
- 2020 BB159
- 2020 BC159
- 2020 BD159
- 2020 BE159
- 2020 BF159
- 2020 BG159
- 2020 BH159
- 2020 BJ159
- 2020 BK159
- 2020 BL159
- 2020 BM159
- 2020 BN159
- 2020 BO159
- 2020 BP159
- 2020 BQ159
- 2020 BR159
- 2020 BS159
- 2020 BT159
- 2020 BU159
- 2020 BV159
- 2020 BW159
- 2020 BX159
- 2020 BY159
- 2020 BZ159
- 2020 BA160
- 2020 BB160
- 2020 BC160
- 2020 BD160
- 2020 BE160
- 2020 BF160
- 2020 BG160
- 2020 BH160
- 2020 BJ160
- 2020 BK160
- 2020 BL160
- 2020 BM160
- 2020 BN160
- 2020 BO160
- 2020 BQ160
- 2020 BR160
- 2020 BS160
- 2020 BT160
- 2020 BU160
- 2020 BV160
- 2020 BW160
- 2020 BX160
- 2020 BY160
- 2020 BZ160
- 2020 BA161
- 2020 BB161
- 2020 BC161
- 2020 BD161
- 2020 BE161
- 2020 BF161
- 2020 BG161
- 2020 BH161
- 2020 BJ161
- 2020 BK161
- 2020 BL161
- 2020 BM161
- 2020 BN161
- 2020 BO161
- 2020 BP161
- 2020 BQ161
- 2020 BR161
- 2020 BS161
- 2020 BT161
- 2020 BU161
- 2020 BV161
- 2020 BW161
- 2020 BX161
- 2020 BY161
- 2020 BZ161
- 2020 BA162
- 2020 BB162
- 2020 BC162
- 2020 BD162
- 2020 BF162
- 2020 BG162
- 2020 BH162
- 2020 BK162
- 2020 BL162
- 2020 BM162
- 2020 BN162
- 2020 BO162
- 2020 BP162
- 2020 BQ162
- 2020 BR162
- 2020 BS162
- 2020 BT162
- 2020 BU162
- 2020 BV162
- 2020 BW162
- 2020 BX162
- 2020 BY162
- 2020 BZ162
- 2020 BA163
- 2020 BB163
- 2020 BC163
- 2020 BD163
- 2020 BF163
- 2020 BG163
- 2020 BH163
- 2020 BJ163
- 2020 BK163
- 2020 BL163
- 2020 BM163
- 2020 BN163
- 2020 BO163
- 2020 BP163
- 2020 BQ163
- 2020 BR163
- 2020 BS163
- 2020 BT163
- 2020 BU163
- 2020 BV163
- 2020 BW163
- 2020 BX163
- 2020 BY163
- 2020 BZ163
- 2020 BA164
- 2020 BB164
- 2020 BC164
- 2020 BD164
- 2020 BE164
- 2020 BF164
- 2020 BG164
- 2020 BH164
- 2020 BJ164
- 2020 BK164
- 2020 BL164
- 2020 BM164
- 2020 BN164
- 2020 BO164
- 2020 BP164
- 2020 BQ164
- 2020 BR164
- 2020 BS164
- 2020 BT164
- 2020 BU164
- 2020 BV164
- 2020 BW164
- 2020 BX164
- 2020 BY164
- 2020 BZ164
- 2020 BA165
- 2020 BB165
- 2020 BC165
- 2020 BD165
- 2020 BE165
- 2020 BF165
- 2020 BG165
- 2020 BH165
- 2020 BJ165
- 2020 BK165
- 2020 BM165
- 2020 BN165
- 2020 BO165
- 2020 BP165
- 2020 BR165
- 2020 BS165
- 2020 BT165
- 2020 BU165
- 2020 BV165
- 2020 BW165
- 2020 BY165
- 2020 BZ165
- 2020 BA166
- 2020 BB166
- 2020 BC166
- 2020 BD166
- 2020 BE166
- 2020 BF166
- 2020 BG166
- 2020 BH166
- 2020 BJ166
- 2020 BK166
- 2020 BL166
- 2020 BM166
- 2020 BN166
- 2020 BO166
- 2020 BP166
- 2020 BQ166
- 2020 BR166
- 2020 BS166
- 2020 BT166
- 2020 BU166
- 2020 BV166
- 2020 BW166
- 2020 BX166
- 2020 BY166
- 2020 BZ166
- 2020 BA167
- 2020 BB167
- 2020 BC167
- 2020 BD167
- 2020 BE167
- 2020 BF167
- 2020 BG167
- 2020 BH167
- 2020 BJ167
- 2020 BK167
- 2020 BL167
- 2020 BM167
- 2020 BN167
- 2020 BO167
- 2020 BP167
- 2020 BQ167
- 2020 BR167
- 2020 BS167
- 2020 BT167
- 2020 BU167
- 2020 BV167
- 2020 BW167
- 2020 BX167
- 2020 BY167
- 2020 BZ167
- 2020 BA168
- 2020 BB168
- 2020 BC168
- 2020 BD168
- 2020 BE168
- 2020 BF168
- 2020 BG168
- 2020 BH168
- 2020 BJ168
- 2020 BL168
- 2020 BM168
- 2020 BO168
- 2020 BP168
- 2020 BQ168
- 2020 BR168
- 2020 BS168
- 2020 BT168
- 2020 BU168
- 2020 BV168
- 2020 BW168
- 2020 BX168
- 2020 BY168
- 2020 BZ168
- 2020 BA169
- 2020 BB169
- 2020 BC169
- 2020 BD169
- 2020 BE169
- 2020 BF169
- 2020 BG169
- 2020 BH169
- 2020 BJ169
- 2020 BK169
- 2020 BL169
- 2020 BM169
- 2020 BN169
- 2020 BO169
- 2020 BP169
- 2020 BQ169
- 2020 BR169
- 2020 BS169
- 2020 BT169
- 2020 BU169
- 2020 BV169
- 2020 BW169
- 2020 BX169
- 2020 BY169
- 2020 BZ169
- 2020 BA170
- 2020 BB170
- 2020 BC170
- 2020 BD170
- 2020 BE170
- 2020 BF170
- 2020 BG170
- 2020 BH170
- 2020 BJ170
- 2020 BK170
- 2020 BL170
- 2020 BM170
- 2020 BN170
- 2020 BO170
- 2020 BQ170
- 2020 BR170
- 2020 BS170
- 2020 BT170
- 2020 BU170
- 2020 BV170
- 2020 BW170
- 2020 BX170
- 2020 BY170
- 2020 BZ170
- 2020 BA171
- 2020 BB171
- 2020 BC171
- 2020 BD171
- 2020 BE171
- 2020 BF171
- 2020 BG171
- 2020 BH171
- 2020 BJ171
- 2020 BL171
- 2020 BM171
- 2020 BN171
- 2020 BO171
- 2020 BP171
- 2020 BQ171
- 2020 BR171
- 2020 BS171
- 2020 BT171
- 2020 BU171
- 2020 BV171
- 2020 BW171
- 2020 BX171
- 2020 BY171
- 2020 BZ171
- 2020 BA172
- 2020 BB172
- 2020 BC172
- 2020 BD172
- 2020 BE172
- 2020 BF172
- 2020 BG172
- 2020 BH172
- 2020 BJ172
- 2020 BK172
- 2020 BL172
- 2020 BM172
- 2020 BN172
- 2020 BO172
- 2020 BP172
- 2020 BQ172
- 2020 BR172
- 2020 BS172
- 2020 BT172
- 2020 BU172
- 2020 BV172
- 2020 BW172
- 2020 BX172
- 2020 BY172
- 2020 BZ172
- 2020 BA173
- 2020 BB173
- 2020 BC173
- 2020 BD173
- 2020 BE173
- 2020 BF173
- 2020 BG173
- 2020 BH173
- 2020 BJ173
- 2020 BK173
- 2020 BL173
- 2020 BM173
- 2020 BN173
- 2020 BP173
- 2020 BQ173
- 2020 BR173
- 2020 BS173
- 2020 BT173
- 2020 BU173
- 2020 BV173
- 2020 BX173
- 2020 BY173
- 2020 BZ173
- 2020 BA174
- 2020 BB174
- 2020 BC174
- 2020 BD174
- 2020 BE174
- 2020 BF174
- 2020 BG174
- 2020 BH174
- 2020 BJ174
- 2020 BK174
- 2020 BM174
- 2020 BN174
- 2020 BO174
- 2020 BP174
- 2020 BQ174
- 2020 BR174
- 2020 BS174
- 2020 BU174
- 2020 BV174
- 2020 BW174
- 2020 BX174
- 2020 BY174
- 2020 BZ174
- 2020 BA175
- 2020 BB175
- 2020 BC175
- 2020 BD175
- 2020 BE175
- 2020 BF175
- 2020 BG175
- 2020 BH175
- 2020 BJ175
- 2020 BK175
- 2020 BL175
- 2020 BM175
- 2020 BN175
- 2020 BO175
- 2020 BP175
- 2020 BQ175
- 2020 BR175
- 2020 BS175
- 2020 BT175
- 2020 BU175
- 2020 BV175
- 2020 BW175
- 2020 BX175
- 2020 BY175
- 2020 BA176
- 2020 BB176
- 2020 BC176
- 2020 BD176
- 2020 BE176
- 2020 BF176
- 2020 BG176
- 2020 BH176
- 2020 BJ176
- 2020 BK176
- 2020 BL176
- 2020 BM176
- 2020 BN176
- 2020 BO176
- 2020 BP176
- 2020 BQ176
- 2020 BR176
- 2020 BS176
- 2020 BT176
- 2020 BU176
- 2020 BV176
- 2020 BW176
- 2020 BX176
- 2020 BY176
- 2020 BZ176
- 2020 BA177
- 2020 BB177
- 2020 BC177
- 2020 BD177
- 2020 BE177
- 2020 BF177
- 2020 BG177
- 2020 BH177
- 2020 BJ177
- 2020 BK177
- 2020 BL177
- 2020 BM177
- 2020 BN177
- 2020 BO177
- 2020 BP177
- 2020 BQ177
- 2020 BR177
- 2020 BS177
- 2020 BT177
- 2020 BU177
- 2020 BV177
- 2020 BW177
- 2020 BX177
- 2020 BY177
- 2020 BZ177
- 2020 BA178
- 2020 BB178
- 2020 BC178
- 2020 BD178
- 2020 BE178
- 2020 BF178
- 2020 BG178
- 2020 BH178
- 2020 BJ178
- 2020 BK178
- 2020 BL178
- 2020 BM178
- 2020 BN178
- 2020 BO178
- 2020 BP178
- 2020 BQ178
- 2020 BR178
- 2020 BS178